# Prva crnogorska fudbalska liga 2023-2024
La Prva crnogorska fudbalska liga 2023-2024 (prima lega calcistica montenegrina 2023-2024) è stata 20ª edizione di questa competizione, la 18ª come prima divisione del Montenegro indipendente, iniziata il 23 luglio 2023 e terminata il 25 maggio 2024.
Il Budućnost è la squadra campione in carica, mentre il titolo è stato vinto dal Dečić, per la prima volta nella sua storia.

## Stagione

### Novità
Dalla scorsa stagione è retrocesso l'Iskra Danilovgrad, mentre dalla Druga Liga è stato promosso il Mladost Donja Gorica per la prima volta nella sua storia.

### Formula
Le 10 squadre disputano un doppio girone di andata e ritorno, per un totale di 36 giornate; al termine di queste, l'ultima classificata viene retrocessa, mentre la penultima e la terzultima disputano i play-out contro la seconda e terza classificata della Druga crnogorska fudbalska liga 2023-2024.
La prima classificata si qualifica per la UEFA Champions League 2024-2025, mentre la seconda e la terza si qualificano per la UEFA Conference League 2024-2025, insieme alla vincitrice della Coppa del Montenegro.

## Squadre partecipanti
| Club                   | Città        | Stadio                 | Stagione precedente     |
| ---------------------- | ------------ | ---------------------- | ----------------------- |
| Arsenal Tivat          | Teodo        | Stadion u Parku        | 3° in Prva liga         |
| Budućnost              | Podgorica    | Stadio pod Goricom     | Campione del Montenegro |
| Dečić                  | Tuzi         | Stadio Tuško Polje     | 4° in Prva liga         |
| Jedinstvo Bijelo Polje | Bijelo Polje | stadio Gradski         | 5° in Prva liga         |
| Jezero                 | Plav         | Stadio Pod Racinom     | 7° in Prva liga         |
| Mladost Donja Gorica   | Podgorica    | DG Arena               | 1° in Druga liga        |
| Mornar                 | Antivari     | Stadion Topolica       | 8° in Prva liga         |
| Petrovac               | Castellastua | Stadio pod Malim brdom | 6° in Prva liga         |
| Rudar Pljevlja         | Pljevlja     | Stadio pod Golubinjom  | 9° in Prva liga         |
| Sutjeska               | Nikšić       | Gradski stadion        | 2° in Prva liga         |

### Allenatori e primatisti
| Squadra                | Allenatore        | Calciatore più presente | Cannoniere |
| ---------------------- | ----------------- | ----------------------- | ---------- |
| Arsenal Tivat          | Zoran Tripković   |                         |            |
| Budućnost              | Mladen Milinković |                         |            |
| Dečić                  | Juraj Jarábek     |                         |            |
| Jedinstvo Bijelo Polje | Vuko Bogavac      |                         |            |
| Jezero                 | Ivan Brnović      |                         |            |
| Mladost Donja Gorica   | Marko Šćepanović  |                         |            |
| Mornar                 | Zoran Đurašković  |                         |            |
| Petrovac               | Dušan Ivanović    |                         |            |
| Rudar Pljevlja         | Neđeljko Vlahović |                         |            |
| Sutjeska               | Nenad Brnović     |                         |            |

## Classifica finale
|  | Pos. | Squadra                | Pt | G  | V  | N  | P  | GF | GS | DR  |
|  | ---- | ---------------------- | -- | -- | -- | -- | -- | -- | -- | --- |
|  | 1.   | Dečić                  | 70 | 36 | 20 | 10 | 6  | 55 | 27 | +28 |
|  | 2.   | Mornar                 | 64 | 36 | 17 | 13 | 6  | 45 | 32 | +13 |
|  | 3.   | Budućnost              | 61 | 36 | 17 | 10 | 9  | 66 | 43 | +23 |
|  | 4.   | Sutjeska               | 53 | 36 | 13 | 14 | 9  | 46 | 36 | +10 |
|  | 5.   | Jezero                 | 51 | 36 | 14 | 9  | 13 | 41 | 38 | +3  |
|  | 6.   | Petrovac               | 48 | 36 | 11 | 15 | 10 | 42 | 40 | +2  |
|  | 7.   | Arsenal Tivat          | 42 | 36 | 9  | 15 | 12 | 43 | 58 | -15 |
|  | 8.   | Jedinstvo Bijelo Polje | 35 | 36 | 8  | 11 | 17 | 43 | 56 | -13 |
|  | 9.   | Mladost Donja Gorica   | 34 | 36 | 9  | 7  | 20 | 37 | 59 | -22 |
|  | 10.  | Rudar Pljevlja         | 27 | 36 | 7  | 6  | 23 | 25 | 54 | -29 |

Legenda:
      Campione di Montenegro e ammessa alla UEFA Champions League 2024-2025.
      Ammesse alla UEFA Europa Conference League 2024-2025.
  Partecipa ai play-out.
      Retrocesse in Druga crnogorska fudbalska liga 2024-2025.
Regolamento:
Tre punti a vittoria, uno a pareggio, zero a sconfitta.

## Spareggi
Penultima e terzultima della prima divisione sfidano seconda e terza della seconda divisione per due posti in Prva crnogorska fudbalska liga 2024-2025.
|                        | Risultati |                        | Luogo e data                |
| ---------------------- | --------- | ---------------------- | --------------------------- |
| Otrant-Olympic         | 1 - 0     | Mladost Donja Gorica   | Dulcigno, 31 maggio 2024    |
| Mladost Donja Gorica   | 2 - 2     | Otrant-Olympic         | Podgorica, 4 giugno 2024    |
|                        |           |                        |                             |
| Podgorica              | 1 - 3     | Jedinstvo Bijelo Polje | Podgorica, 31 maggio 2024   |
| Jedinstvo Bijelo Polje | 0 - 0     | Podgorica              | Bijelo Polje, 4 giugno 2024 |
|                        |           |                        |                             |